# Edmund Veesenmayer
Edmund Veesenmayer, född den 12 november 1904 i Bad Kissingen, död den 24 december 1977 i Darmstadt, var en tysk diplomat, promoverad statsvetare och SS-Brigadeführer. Hans diplomatiska gärning bestod bland annat i att få till stånd deportationer av judar till Nazitysklands förintelseläger. År 1944 var han tyskt sändebud i Budapest och en av de huvudansvariga för förintelsen i Ungern.
Veesenmayer dömdes vid Ministerierättegången 1949 som krigsförbrytare till 20 års fängelse; domstolen lade särskild vikt vid Veesenmayers roll och aktiva deltagande i massmordet på de ungerska judarna. År 1951 sänktes hans straff till 10 års fängelse, men han frigavs redan samma år. År 1977 insjuknade han och avled av hjärtsvikt. Enligt hans vilja begravdes han till havs.

## Tidig karriär
Edmund Veesenmayer var son till realskoleläraren Franz Xaver Veesenmayer, bördig från Oberstaufen i Bayern. År 1910 flyttade familjen till Kempten. Efter avlagd studentexamen studerade Veesenmayer statsvetenskap vid Münchens universitet, där han år 1928 promoverades. Därefter verkade han som docent vid Münchens tekniska universitet och Berlins handelshögskola. I början av 1932 lärde Veesenmayer känna Wilhelm Keppler, en av Adolf Hitlers tidiga finansiärer, och inträdde i NSDAP. I april 1934 blev han Kepplers personlige rådgivare i ekonomiska frågor och knöt en rad för NSDAP betydelsefulla kontakter inom det tyska näringslivet.

## Anschluss
I juli 1937 anförtroddes bland andra Keppler och Veesenmayer med att förbereda marken för Anschluss, Tysklands annektering av Österrike. En av  Veesenmayers uppgifter innebar att utmanövrera Josef Leopold, ledare för det österrikiska nazistpartiet och förespråkare för Österrikes självständighet. I februari 1938 blev Joachim von Ribbentrop tysk utrikesminister och utnämnde Veesenmayer till diplomatiskt sändebud och tillika ekonomisk rådgivare vid riksutrikesministeriet. Den 11 mars tvingade Veesenmayer fram Kurt von Schuschniggs avgång som förbundskansler och dagen därpå tågade tyska trupper in i Wien.

## Tjeckoslovakien
I slutet av september 1938 undertecknades Münchenöverenskommelsen, vilken bland annat innebar att Tjeckoslovakien tvingades att avträda Sudetlandet till Tyskland. På Ribbentrops initiativ sändes Veesenmayer till Tjeckoslovakien för att söka förmå slovakiska politiker att utropa Slovakiens självständighet. Veesenmayer gjorde klart för de ledande slovakiska politikerna att Tyskland annars skulle besätta en del av Slovakien och låta Ungern annektera övriga slovakiska områden. Den 9 mars 1939 tågade tjeckiska trupper in i Slovakien och avsatte dess autonoma regering och premiärministern Jozef Tiso. Hitler tappade då tålamodet och bjöd in Tiso till Berlin för att uppmana honom att omedelbart utropa Slovakiens oavhängighet. Tiso sammankallade det slovakiska parlamentet, som den 14 mars röstade för självständighet. Tiso återinsattes som premiärminister, denna gång för den oberoende staten Slovakien. Den nybildade staten kom under Tysklands beskydd och blev med tiden i flera avseenden en tysk vasallstat. Dagen därpå, den 15 mars, tågade tyska trupper in i det tjeckiska territoriet, vilket ombildades till riksprotektoratet Böhmen-Mähren.

### Jugoslavien
Kort före det tyska anfallet på Jugoslavien i april 1941 hade Veesenmayer sänts till Zagreb för att påskynda Kroatiens självständighet. Veesenmayers uppdrag bestod i att övertala Kroatiska bondepartiets ledare Vladko Maček att utropa en autonom kroatisk stat. Hitler föredrog att liera sig med Mačeks bondeparti, som åtnjöt brett folkligt stöd, framför Ante Pavelićs fascistiska Ustaša. Hitler räknade med att en allians med Kroatiska bondepartiet skulle underlätta besättandet av Jugoslavien. Enligt Hitlers plan skulle Maček proklamera en "oberoende" kroatisk stat och kalla in tyska trupper för att effektuera Kroatiens utbrytning ur Jugoslavien. Men Maček vägrade att foga sig i de tyska påtryckningarna och tyskarna gav då istället sitt stöd åt Ustaša. Veesenmayer hade som tyskt sändebud spelat en nyckelroll i skapandet av den Oberoende staten Kroatien. En av Veesenmayers biografer, Igor-Philip Matić, gav honom epitetet "den tyska diplomatins frontgeneral".
Under det följande året var Veesenmayer stationerad i Zagreb och Belgrad för att bland annat lägga upp Tysklands strategi mot de jugoslaviska partisanerna. På uppdrag av Hitler och Ribbentrop ställde han upprepade krav på att de serbiska judarna skulle deporteras till nazisternas förintelseläger. Den 10 september 1941 sände Veesenmayer ett telegram till tyska utrikesministeriet, i vilket han påyrkade att den serbiska judefrågan skulle ges högsta prioritet.

### Ungern
År 1943 sändes Veesenmayer till Ungern för att rekognoscera den politiska situationen. Under slutet av året gjorde Tyskland upprepade försök att få de ungerska myndigheterna att deportera de ungerska judarna, men den ungerska regeringen under ledning av premiärminister Miklós Kállay vägrade att tillmötesgå påtryckningarna från sin bundsförvant. Kállay aviserade i början av januari 1944 att Ungern ämnade lämna förbundet med Tyskland. Påföljande månad ville Horthy få Hitlers tillstånd att kalla tillbaka de ungerska trupperna från östfronten. Hitlers tålamod tröt och den 18 mars kallade han Horthy till slottet Klessheim utanför Salzburg. Hitler krävde att regeringen Kállay skulle bytas ut mot en mera tyskvänlig. Horthy skulle få sitta kvar som riksföreståndare och de tyska trupperna skulle endast befinna sig i landet tills den nya regeringen hade installerats. På tåget tillbaka till Budapest beledsagades Horthy av Veesenmayer, som Hitler några dagar tidigare hade utsett till sitt personliga sändebud i Ungern. Veesenmayer föreslog för Horthy den tyskvänlige Döme Sztójay som ny ungersk premiärminister. Tyskarna såg till att tåget med Horthy och Veesenmayer blev stående i flera städer och inte ankom Budapest förrän efter en resa på 12 timmar. När Horthy anlände till Budapest, hade tyska trupper redan tågat in i huvudstaden. Som chef för den tyska legationen i Budapest hade Veesenmayer bland annat till uppgift att övervaka tillsättandet av den nya, tyskvänliga regeringen och tillse att Ungerns resurser, i synnerhet de ekonomiska, ställdes till den gemensamma krigsinsatsens förfogande.
I kölvattnet på de tyska trupperna anlände SS-Obersturmbannführer Adolf Eichmann med sitt insatskommando för att organisera deportationerna av de ungerska judarna till Auschwitz. Eichmanns insatskommando var underordnat den Högre SS- och polischefen i Ungern, Otto Winkelmann, med vilken Veesenmayer samarbetade.
Som Hitlers personliga sändebud i Ungern var Veesenmayer den högste tyske ämbetsmannen i landet. Veesenmayer använde sin höga position för att öva påtryckningar på den ungerska regeringen i judefrågan. Mellan den 14 maj och den 8 juli 1944 deporterades 437 402 judiska män, kvinnor och barn från Ungern till Auschwitz. Veesenmayer var väl införstådd med Operation Panzerfaust och förmådde Horthy att underteckna sin abdikation samt utnämningen av pilkorsledaren Ferenc Szálasi till premiärminister.

## Rättegång och dom

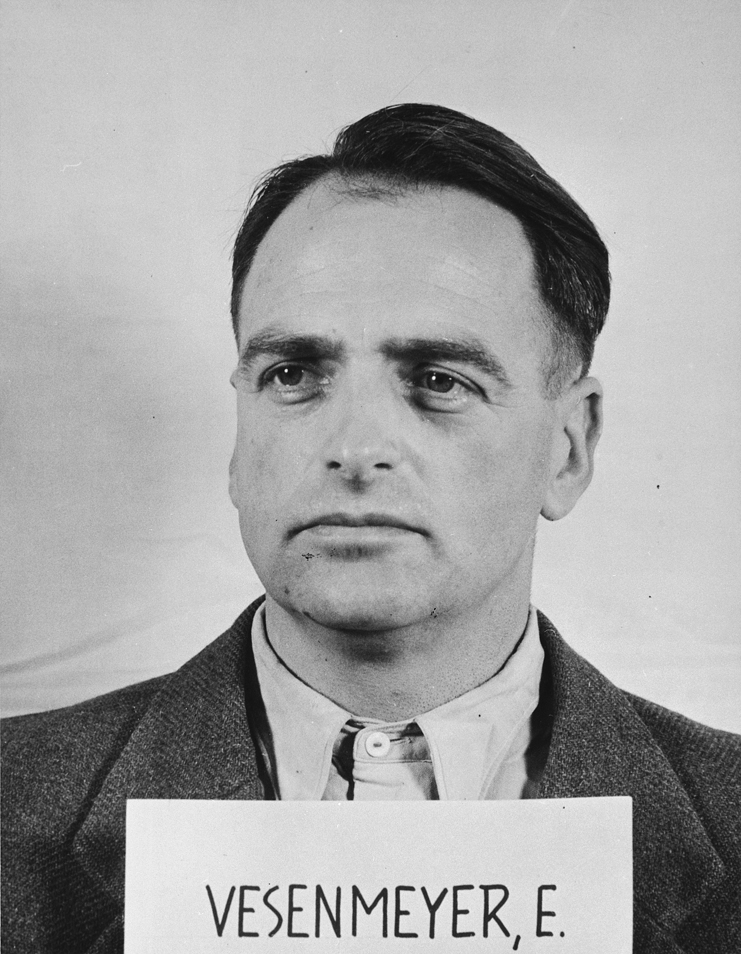
Edmund Veesenmayer i amerikansk fångenskap.

I slutet av december 1944 hade Röda armén nått fram till Budapest och Veesenmayer och andra tyska diplomater flydde från den ungerska huvudstaden efter att först ha förstört sina hemliga dokument. I mitten av maj 1945 greps Veesenmayer av amerikanska trupper i Salzburg. Tillsammans med tjugo andra åtalade, däribland, Ernst von Weizsäcker, Hans Heinrich Lammers, Wilhelm Stuckart, Walther Darré och Otto Dietrich, ställdes Veesenmayer inför rätta vid Ministerierättegången (officiellt benämnd The United States of America vs. Ernst von Weizsäcker, et al.), som varade mellan den 6 januari 1948 och den 13 april 1949. Veesenmayer anklagades för 1) planerande av anfallskrig, 2) krigsförbrytelser, 3) exploatering av slavarbetskraft och 4) medlemskap i en kriminell organisation. Tribunalen fann att Veesenmayer var skyldig enligt punkterna 2, 3 och 4 och dömde honom till 20 års fängelse. USA:s High Commissioner i Tyskland, John J. McCloy, sänkte i januari 1951 Veesenmayers straff till 10 års fängelse, men han frisläpptes redan i december samma år från Landsbergfängelset.

## Efter frigivningen
Enligt levnadstecknaren Igor-Philip Matić hyste Veesenmayer skuldkänslor gentemot sin hustru Mary, som under hans häktes- och fängelsetid (1945–1951) varit honom trogen. Under sin fångenskap hade han upprepade gånger talat om skilsmässa, då han inte visste vad som skulle hända med honom efter frigivningen. Därtill ville han inte betunga sin hustru med att vara gift med en dömd krigsförbrytare. Några månader efter frigivningen lämnade Veesenmayer sin hustru och år 1953 vann skilsmässan laga kraft. Hustrun behöll sin makes efternamn och drev senare ett pensionat i München.
Mellan 1952 och 1955 var Veesenmayer agent för ett företag som tillverkade jordbruksmaskiner, innan han slog sig ned i Darmstadt och arbetade i ett företag i golvläggningsbranschen. År 1961 avlade han inför Darmstadts domstol vittnesmål i rättegången mot Adolf Eichmann, som hölls i Jerusalem. Veesenmayer gav mycket få intervjuer och efterlämnade inte några memoarer. År 1977 insjuknade han och avled av hjärtsvikt. Enligt hans vilja begravdes han till havs.

## Befordringar inom SS
- Untersturmführer: 13 september 1936
- Obersturmführer: 30 januari 1937
- Hauptsturmführer: 9 november 1937
- Standartenführer: 12 mars 1938
- Oberführer: 30 januari 1942
- Brigadeführer: 15 mars 1944

## Utmärkelser
- Krigsförtjänstkorsets riddarkors med svärd
- Krigsförtjänstkorset av första klassen med svärd
- Krigsförtjänstkorset av andra klassen med svärd
- SS Hederssvärd
- SS-Ehrenring